# مدودیوروو
مدودیوروو (انگلیسی: Medvedyorovo) یک شهرک در شهرستان کوشنارنکوفسکی جمهوری باشقیرستان در کشور روسیه است.